# 卑しき天使
卑しき天使（いやしきてんし）は、神曲に登場する光を失った天使達。懐疑派の天使とも呼ばれる。
アケロン川と地獄の第一圏辺獄（リンボ）の狭間には、
善行も悪行もせずに死んだ者達が、天国にも地獄にも行けずに暮らしている。
この中に卑しき天使が混じっているという。
卑しき天使は、魔王が神に背いて反乱を起こしたとき、
神にも魔王にも加担せずに反乱の動向を窺っていたため、
天使としての栄光を失い、また悪魔にもなれず、
中途半端な存在になってしまった者達とされる。

神曲第1部の地獄篇、第3歌にてウェルギルウスが解説している。